# Astatoreochromis straeleni
Astatoreochromis straeleni е вид бодлоперка от семейство Цихлиди (Cichlidae). Видът не е застрашен от изчезване.

## Разпространение
Разпространен е в Бурунди, Демократична република Конго, Замбия и Танзания.

## Описание
На дължина достигат до 12 cm.